# Pap Ndiaye
Pap Ndiaye (Antony, Francia, 25 de octubre de 1965) es un político,  e historiador francés especialista en los Estados Unidos. Antiguo alumno de la Escuela normal superior de Saint-Cloud, agregado de historia, titular de un doctorado en la Escuela de Estudios Superiores en Ciencias Sociales de París (EHESS), donde fue maestro de conferencias antes de ser promovido a profesor en el 2012 dentro del Instituto de estudios políticos de París (Sciences Po). 
Ocupa desde mayo de 2022 hasta julio de 2023 el cargo de ministro de Educación de Francia.

## Biografía

### Familia y niñez
De padre senegalés y de madre francesa, Pap Ndiaye pasa su niñez en los suburbios parisinos con su madre y su hermana menor, la futura novelista Marie NDiaye. Entre la vida en los suburbios parisinos y las vacaciones en la granja familiar en Beauce, tienen una « niñez francesa ».
Es la pareja sentimental de Jeanne Lazarus, socióloga de la economía.

### Carrera
Ingresó a la Escuela Normal Superior de Saint-Cloud en 1986 y consigue la agregación de historia. Cuando regresa a su carrera escolar, evoca una "meritocracia republicana".
De 1991 a 1996, estudia en Estados Unidos para preparar una tesis de historia sobre la compañía petroquímica Dupont de Nemours. Siento estudiante becario en la Universidad de Virginia, es sorprendido cuando una fraternidad negra, la Black Student Alliance, le pide a él, quien se percibe como un "francés de raíz", de adherirse a esta asociación. Esta estancia en la sociedad estadounidense va a despertar en él la «parte de su padre», la mitad africana que hasta ese momento estaba oculta, por lo que se «descubre» negro.
De regreso en Francia, obtiene una plaza de maestro de conferencias en la EHESS, donde su trabajo se enfocará más en la cuestión negra, los discursos y las prácticas de discriminación racial en Francia y Estados Unidos. Es uno de los pioneros en Francia en abordar el complejo problema de la población afrodescendiente que vive en Francia y de la diáspora que da forma a los Black Studies (estudios negros). Encuentra Patrick Lozès, futuro presidente del Consejo representativo de las asociaciones negras de Francia (Cran), y juntos fundan el Círculo de acción para la promoción de la diversidad en Francia (Capdiv, asociación miembro del Cran).
En mayo de 2022, la primera ministra francesa Élisabeth Borne lo designó ministro de Educación e Infancia.
Ha sido miembro del Centro de estudios norteamericanos y del comité de redacción de la revista La Historia.
Es el representante permanente de Francia ante la UNESCO desde el 1 de agosto de 2023.

### Posición política
En el año 2012, Ndiaye firma una tribuna titulada "Por una nueva República" que hace el llamado a votar a favor del candidato François Hollande.

## Publicaciones
- Du nylon et des bombes : DuPont de Nemours, le marché et l'État américain, Belin, París, 2001, 400 páginas.
- La Démocratie américaine au XXs, direction d'ouvrage avec Jean Heffer et François Weil, Belin, Paris, 2000, 319 páginas.
- La Condition noire, París, Calmann-Lévy, 2008, 440 páginas. ; rééd. « Folio » Gallimard, 2009.
- Les Noirs américains : en marche pour l'égalité, coll. « Découvertes Gallimard]/Histoire », Gallimard, 2009, 160 páginas.
- Histoire de Chicago Archivado el 5 de julio de 2018 en Wayback Machine., París, Fayard, 2013 (avec Andrew Diamond)
- '"Les Noirs américains: De l'esclavage à Black Lives Matter, Paris, Fayard, 2021